# ゼロゼロ物件
ゼロゼロ物件（ゼロゼロぶっけん）は日本の住宅事情のひとつ。敷金と礼金の支払いがともに0円である不動産賃貸物件の通称。

## 概要
1988年ごろから東京の大手賃貸業者により始められた事業形態であり、賃貸物件の供給過剰にともなう競争激化を背景に2005年前後から増加傾向となる。初期費用が安く抑えられることから、低所得者層に人気があるとされている。
「ゼロゼロ物件」の語は、法政大学社会学部教授（当時）・水島宏明によって付けられ、2005年に新聞、2006年にテレビのドキュメンタリー番組で紹介された。

## トラブル
「ゼロゼロ物件」では、敷金・礼金を不要とするため、貸し手側のリスクは当然高い。借り手側が家賃を滞納したまま逃亡し、所在地が特定できない場合でも、敷金・礼金が存在しない以上、それらと相殺することができない。
こうした事情から、敷金・礼金がゼロであるとしながらも、「仲介手数料」「入会金」「保証金」「会員権維持費用」「鍵交換費用」「生存確認費用」といった名目の金銭を要求することで、「敷金・礼金数か月分の金額」を回収するケースもあり、宣伝広告の「敷金・礼金ゼロと実質的に異なる」として、各地の消費者センターなどへの相談が相次いだ。
敷金・礼金がない分、家賃滞納への対処は厳しく、追い出し屋などを使った賃借人を強制退去させる強引な手法からトラブルにもなっている。
東京都新宿区の不動産会社スマイルサービスは「鍵の一時的使用」という契約内容を名目に、1日滞納しただけで強制的に鍵を交換し、「鍵の出張交換料」の名目で高額な違約金を取り立てており、入居者3人との間で訴訟事件となっている。被害対策弁護団によると、「実態が住宅の賃貸契約であり、施設付き鍵の一時使用とするのは、借地借家法の脱法行為」と批判する。
また大阪府や兵庫県でも同様の事例が発生し、鍵や施設の一時的賃貸借契約として立ち退きを迫られた入居者らが提訴している。
2009年3月9日にも東京都で同様の事例により賃借人の家財の一部を返還しないなどの行為があり、「不動産侵奪や住居侵入、窃盗などの罪にあたるおそれがある」として東京地方検察庁への告訴が行われた。
このほか（相殺に充てられるべき）敷金がないことにより、退去時に高額の「原状回復費用」を請求するケースもある（前もって敷金が支払われた物件の場合、原状復帰費用を差し引き、余りが出たら残額は退去時に返還される）。
こうしたトラブルについては、国土交通省による実態調査が行われている。